# Мужская сборная Сингапура по баскетболу 3×3
Мужская сборная Сингапура по баскетболу 3×3 представляет Сингапур на международных соревнованиях по баскетболу 3×3. Управляющим органом является Баскетбольная ассоциация Сингапура (англ. Basketball Association of Singapore).
По состоянию на 30 августа 2024, мужская сборная Сингапура по баскетболу 3×3 занимает 31-е место в мировом рейтинге ФИБА мужских сборных по баскетболу 3×3.

## Результаты выступлений
| Турнир         | Золото | Серебро | Бронза | Всего |
| -------------- | ------ | ------- | ------ | ----- |
| Чемпионат Азии | —      | —       | —      | —     |
| Итого          | —      | —       | —      | —     |

### Чемпионат Азии по баскетболу 3x3
| Год           | Место          | Игры           | Победы         | Поражения      | Состав команды                                                        |
| ------------- | -------------- | -------------- | -------------- | -------------- | --------------------------------------------------------------------- |
| 2013—2019     | не участвовали | не участвовали | не участвовали | не участвовали | не участвовали                                                        |
| Сингапур 2022 | 9              | 2              | 0              | 2              | Tan Kian Seng Branson, Mah Jun Hao, Lim Jun Yuan, Wee Kiat Jovi Lim   |
| Сингапур 2023 | 8              | 3              | 1              | 2              | Tan Kian Seng Branson, Jonathan Ng Zi Bin, Ng Shi Yu, Yong-An Thng    |
| Сингапур 2024 | 10             | 2              | 0              | 2              | Xu Duanyang, Delvin Goh Kok Chiang, Kelvin Lim Hong Da, Ding Loon Tay |